# Vincent & Theo
Vincent & Theo is een Britse film uit 1990 van Robert Altman. De film is een biografische bewerking van het leven van kunstschilder Vincent van Gogh, verwerkt tot scenario door Julian Mitchell. De film ging op 27 april 1990 (Nederland) in première, de productie was een samenwerking tussen Groot-Brittannië, Frankrijk en Nederland.
Het verhaal van de film concentreert zich niet alleen op Vincent, maar ook op zijn broer Theo, die een belangrijke steun voor hem vormt. Alle locaties waar Vincent heeft geschilderd worden weergegeven.

## Rolverdeling
| Acteur                | Personage                                  |
| --------------------- | ------------------------------------------ |
| Tim Roth              | Vincent van Gogh                           |
| Paul Rhys             | Theo van Gogh                              |
| Adrian Brine          | oom Cent                                   |
| Jean-François Perrier | Léon Boussod                               |
| Yves Dangerfield      | René Valadon (als Vincent Vallier)         |
| Hans Kesting          | Andries Bonger                             |
| Peter Tuinman         | Anton Mauve                                |
| Marie Louise Stheins  | Jet Mauve                                  |
| Oda Spelbos           | Ida                                        |
| Jip Wijngaarden       | Sien Hoornik                               |
| Anne Canovas          | Marie                                      |
| Sarah Bentham         | Marie Hoornik                              |
| Jean-Denis Monory     | Émile Bernard                              |
| Johanna ter Steege    | Johanna Bonger (en als Johanna ter Steege) |
| Jean-Pierre Castaldi  | 'pere' Tanguy                              |
| Annie Chaplin         | schilder 1                                 |
| Humbert Camerlo       | schilder 2                                 |
| Wladimir Yordanoff    | Paul Gauguin                               |
| Louise Boisvert       | Mme Ginoux                                 |
| Vincent Souliac       | Paul Millet                                |
| Klaus Stoeber         | zouaaf                                     |
| Florence Muller       | Rachel                                     |
| Viviane Fauny Camerlo | Mme. Viviane                               |
| Alain Vergne          | dr. Rey                                    |
| Féodor Atkine         | dr. Peyron (en als Feodor Atkine)          |
| Jean-Pierre Gos       | Trabuc                                     |
| Jean-Pierre Cassel    | dr. Paul Gachet                            |
| Bernadette Giraud     | Marguerite Gachet                          |
| Mogan Mehlem          | mr. Ravoux                                 |
| Margreet Blanken      | tante Johanna                              |
| Jacques Commandeur    | Dorus van Gogh                             |
| Kitty Courbois        | Anna van Gogh                              |
| Maxim Hamel           | Parson Stricker                            |